# Spark Arena
Spark Arena (voorheen Vector Arena) is een multifunctionele arena in Auckland, Nieuw-Zeeland.
Vernoemd naar de sponsor Spark New Zealand, bevindt de locatie zich in Quay Park, Parnell, zeer dicht bij Britomart Transport Centre en The Strand Station. De arena kostte ongeveer NZ$ 94 miljoen.
Na vertragingen door bouwgerelateerde problemen was het eerste concert van de arena Rock Star Supernova op 24 maart 2007.

## Naamrechten
Vector Limited had de naamrechten vanaf de opening van de locatie in 2007 tot april 2017, en de arena droeg in die tijd de naam Vector Arena. Op 19 april 2017 heeft Spark New Zealand de naamrechten overgenomen en de naam veranderd naar Spark Arena.